# Emma de Blois
Emma de Blois (n. cca. 950-d. 1003) a devenit ducesă de Aquitania prin căsătorie.

## Life
Emma era fiică a contelui Theobald I de Blois cu Luitgarda de Vermandois.
În 968, Emma a fost căsătorită cu ducele Guillaume al IV-lea de Aquitania. Slăbiciunea soțului ei pentru vânătoare și pentru femei a ofensat-o puternic pe Emma, care, în 996, s-a retras la mănăstire. Ulterior, Emma a condus Aquitania în calitate de regent pentru fiul lor minor, Guillaume al V-lea.